# Abraxas (masoneria)
Abraxas – w masonerii w rytuałach niektórych dawnych systemów stopni wyższych był to termin odwołujący się do interpretacji pitagorejskiej, jak i do imienia perskiego bóstwa. W tzw. Leland Manuscript wskazuje się, że wolnomularze skrywają umiejętności związane z możliwością ujarzmienia sił osiąganych za pomocą umiejętności i talizmanu Abrac, który bywa również utożsamiany czasem z perskim imieniem bóstwa Abraxas.